# Orazio Ronchi
Orazio Ronchi detto Grillo (Roccatederighi, 30 luglio 1756 – Roccatederighi, 29 gennaio 1812) è stato un fantino italiano.
Vinse una volta il Palio di Siena: il 16 agosto 1781, in occasione del proprio esordio in Piazza del Campo.

## Carriera
Grillo debuttò a Siena al Palio di agosto 1781, con il giubbetto del Valdimontone. In groppa a un cavallo baio di proprietà del parroco don Pietro Nepi, conquistò la vittoria, oltretutto permettendo alla contrada dei Servi, già vittoriosa a luglio con Begnamino, di ottenere uno storico cappotto.
Il 16 agosto 1784, correndo per l'Aquila, Grillo sfiorò la seconda vittoria. Alla mossa i cavalli del Bruco e della Civetta impattarono sul canape, provocando la caduta dei rispettivi fantini, Gigi Bestia e Begnamino. Molti degli altri fantini, convinti che la mossa sarebbe stata invalidata, rimasero fermi, ma, non essendo stata suonata l'apposita tromba (antesignana dell'odierno mortaretto), Grillo partì, accumulando subito un consistente vantaggio sulle altre contrade che avevano iniziato a correre. Tuttavia, al termine del primo giro, allorché il vantaggio dell'Aquila era ormai abissale, giunse con un vistoso ritardo lo squillo di tromba a segnalare l'annullamento della mossa.
Le immediate proteste aquiline furono tacitate dall'intervento della forza pubblica, che minacciò pure di arresto i dirigenti della contrada. La mossa fu nuovamente data e il Palio venne vinto dalla Torre.
Il prosieguo della carriera del Ronchi si inserì nel particolare contesto presente a Siena sul finire del XVIII secolo, contraddistinto da una sorta di "faida" fra fantini senesi, come Biggèri e Ciocio, e colleghi originari di altre zone, come Piaccina, Dorino e lo stesso Grillo.
Al Palio del 16 agosto 1787, Grillo, nella Giraffa, fu duramente ostacolato a nerbate dai fantini senesi, tanto da essere costretto ad abbandonare la carriera al terzo giro, scendendo da cavallo e rifugiandosi fra il pubblico in mezzo alla Piazza.
Il 2 luglio 1789, nella Lupa, Grillo fu a lungo secondo, dietro all'Aquila con Biggèri. All'ultimo Casato, con il cavallo dell'Aquila ormai esausto, Grillo sorpassò Biggèri, che però fu in grado di afferrare per la coda il barbero lupaiolo. Mentre i due fantini iniziarono a nerbarsi, ne approfittò la Civetta con Dorino, che giunse primo di appena "mezzo collo del cavallo".
Al Palio di luglio del 1802, di nuovo nella Lupa, Grillo era il favorito montando uno dei migliori cavalli, ma subì il duro ostacolo degli altri fantini per quasi tutta la carriera: prima, alla mossa, fu trattenuto da Pesce (fantino della Giraffa), poi per quasi due giri fu tempestato di nerbate da Vecchia (Nicchio), Giannino di Tirli (Pantera) e Polpettino (Selva). Alfine riuscito a liberarsi, si piazzò solo secondo dietro a Biggèri, vittorioso per la Tartuca.
Fu l'ultima grande occasione per Grillo, che, dopo aver corso anche ad agosto dello stesso anno per il Bruco, disputò solo due altri Palii: le carriere di agosto del 1804 e del 1808, in entrambi i casi per la Lupa.

## Presenze al Palio di Siena
Le vittorie sono evidenziate ed indicate in neretto.
| Palio          | Contrada     | Cavallo                | Note   |
| -------------- | ------------ | ---------------------- | ------ |
| 16 agosto 1781 | Valdimontone | Baio di F. Nepi        |        |
| 2 luglio 1782  | Drago        | Grigio di P. Bardi     |        |
| 16 agosto 1782 | Valdimontone | Grigio di A. Cortecci  |        |
| 2 luglio 1783  | Chiocciola   | Baio di C. Valentini   |        |
| 18 agosto 1783 | Giraffa      | Falbo di N. Bartaletti |        |
| 2 luglio 1784  | Tartuca      | Baio di D. Bianciardi  |        |
| 16 agosto 1784 | Aquila       | Baio di G. Becarelli   |        |
| 16 agosto 1786 | Istrice      | Baio di G. Batazzi     |        |
| 16 agosto 1787 | Giraffa      | Baio di G. Gigli       |        |
| 2 luglio 1788  | Valdimontone | Baio di Brandino oste  |        |
| 2 luglio 1789  | Lupa         | Morello di N. Giusti   |        |
| 16 agosto 1790 | Selva        | Baio di L. Cellesi     |        |
| 2 luglio 1791  | Torre        | Baio di G. Gori        | scosso |
| 16 agosto 1791 | Valdimontone | Baio di G. Pignotti    |        |
| 16 agosto 1792 | Giraffa      | Grigio di A. Toti      |        |
| 16 agosto 1793 | Aquila       | Baio di A. Giusti      |        |
| 16 agosto 1799 | Lupa         | Morello di B. Ricci    |        |
| 2 luglio 1802  | Lupa         | Roano di V. Vermigli   |        |
| 16 agosto 1802 | Bruco        | Grigio di G. Biagiotti |        |
| 16 agosto 1804 | Lupa         | Morello di P. Ricci    | scosso |
| 16 agosto 1808 | Lupa         | Morello di A. Cortecci |        |